# Сантос Тейшейра, Элизио дос
Эли́зио дос Сантос Тейшейра (порт.-браз. Elísio dos Santos Teixeira; 4 марта 1922, Сан-Паулу), более известный под именем Тейшеринья (порт.-браз. Teixerinha) — бразильский футболист, левый нападающий. 

## Карьера
Тейшеринья начал карьеру в любительском клубе «Вила Констансиу» в 1936 году. В августе 1938 года футболист перешёл в «Сан-Паулу». В основном составе нападающий дебютировал 8 октября в матче с «Санжоаненсе». В 1941 году игрок помог клубу выиграть свой второй в истории титул. Годом позже клуб занял второе место, а затем выиграть два титула подряд. Также Тейшеринья помог команде выиграть ещё дважды подряд — в 1948 и 1949 году. Последний титул в составе «Триколор» Тейшеринья выиграл в 1953 году. С приходом в 1954 году в клуб Каньотейро, Тейшеринья потерял место в «старте» команды. Он покинул «Сан-Паулу» в 1956 году, сыграв в общей сложности 516 матчей (309 побед, 102 ничьих и 105 поражений) и забив 183 гола, по другим данным — 533 матча и 184 гола, по третьим — 526 матчей и 188 голов. Последний матч за клуб игрок провёл 25 марта против «Рио-Бранко». Конечным клубом в карьере Тейшериньи стала «Португеза Сантиста». Но там игрок провёл немного времени и принял решение завершить карьеру. Завершив игровую карьеру, Элизио стал работать коммерческим директором в организации по продаже леса.

## Достижения
- Чемпион штата Сан-Паулу: 1943, 1945, 1946, 1948, 1949, 1953